# Ivo Pinto
Ivo Pinto (Lourosa, 7. siječnja 1990.) portugalski je nogometaš koji igra na poziciji desnog beka. Trenutačno igra za Fortunu Sittard.

## Klupska karijera
U mlađim kategorijama promijenio je tri domaća kluba, klub iz rodnoga grada- Lourosu pa dva kluba iz glavnog grada Portugala, Boavistu te Porto, gdje je 2009. godine nastavio profesionalnu karijeru.
Pinto je debitirao u dresu Porta 13. prosinca 2009., no, u tom klubu nije dobio dovoljno prilike pa je 2 godine proveo na posudbama. 2011. godine prodan je Rio Ave-u, ali taj je portugalski klub procijenio da nije spreman biti u kadru kluba, poslan je na posudbu, gdje je i proveo većinu dosadašnje karijere. Godinu dana kasnije rumunjski klub, CFR Cluj, doveo ga je s namjerom da bude pojačanje, što je u dobivenim prilikama pokazao te digao svoju vrijednost na 2 milijuna eura. Dobrim igrama privukao je pozornost mnogih uglednih klubova, a najuporniji u namjeri da ga kupi bio je višestruki hrvatski prvak, Dinamo, a 1. srpnja 2013. i službeno je potpisao ugovor do 2017. godine. U siječnju 2016. godine, Pinto je napustio Dinamo Zagreb i potpisao ugovor s Norwich Cityjem na tri i pol godine. Zagrebački klub je dobio za engleski transfer tri milijuna eura.

## Priznanja

### Klupska
Cluj
- Rumunjski nogometni kup (1): 2012./13.

Dinamo Zagreb
- 1. HNL (4): 2013./14., 2014./15., 2015./16., 2019./20.
- Hrvatski nogometni kup (2): 2015., 2015./16.
- Hrvatski nogometni superkup (1): 2013.

## Vanjske poveznice
- Profil, Hnl-statistika.com
- Profil, Transfermarkt